# 科赫科爾河
42°13′15.60″N 75°44′29″E / 42.2210000°N 75.74139°E
科赫科爾河是吉爾吉斯斯坦的河流，位於該國東部納倫州，流經科奇科爾區，與若翁阿雷克河匯流成為楚河，河道全長45公里，流域面積2,590平方公里。